# SMS Seydlitz
SMS Seydlitz var en 25 000-tons slagkryssare i Kaiserliche Marine. Hon byggdes i Hamburg, Tyskland, och sjösattes i maj 1913. Hon namngavs efter Friedrich Wilhelm von Seydlitz, en preussisk general som levde på kung Fredrik den stores tid.